# Neosaurus
Genre
Espèce
Neosaurus est un genre de synapside et plus précisément un sphénacodontidé du Permien inférieur (Cisuralien) du Jura, en France. Il n'est connu que par un morceau de maxillaire ou d'os de la mâchoire supérieure et une empreinte associée à cet os. Grâce aux dents de la mâchoire, en forme de larme, on a pu classer le Neosaurus dans la famille des Sphenacodontidae qui comprend notamment le célèbre dimétrodon, dont les fossiles ont été trouvés dans sud-ouest des États-Unis actuels. Ce maxillaire a d'abord été attribué en 1857 à un reptile diapside primitif, et plus tard, en 1869, à un crocodylomorphe, avant d'être finalement rangé en 1899 parmi les synapsides sphénacodontidés, une classification qui tient toujours aujourd'hui.
Une seule espèce est connue, l'espèce type, Neosaurus cynodus.
Une espèce de dinosaure hadrosaure du genre Hypsibema, H. missouriensis (en), a aussi été appelée Neosaurus, puis rebaptisée Parrosaurus parce que le nom était déjà utilisé, avant d'être affectée à son genre actuel, Hypsibema.